# Fonds de garantie des dommages consécutifs à des actes de prévention, de diagnostic ou de soins
 (mai 2018).
Si vous disposez d'ouvrages ou d'articles de référence ou si vous connaissez des sites web de qualité traitant du thème abordé ici, merci de compléter l'article en donnant les références utiles à sa vérifiabilité et en les liant à la section « Notes et références ».
Pour les articles homonymes, voir Fonds de garantie.
Le fonds de garantie des dommages consécutifs à des actes de prévention, de diagnostic ou de soins est un dispositif français visant à garantir l'indemnisation en responsabilité civile professionnelle des professionnels de santé libéraux.

## Cadre juridique  et finalité
Le FAPDS a été créé par la loi de finances 2012 du 28 décembre 2011. Son fonctionnement est régi par les articles L. 426-1 et R. 427-1 et suivants du Code des assurances. Sa gestion a été confiée par la loi à la Caisse centrale de réassurance.
Le fonds vise à compléter la prise de charge ou à se substituer à l'assureur de responsabilité civile professionnelle (RCP) des professionnels de santé libéraux pour l'indemnisation de certains accidents médicaux.
Il intervient dans deux cas :
- quand les plafonds d'intervention de l'assureur sont dépassés (la loi fixant à partir de 2012 un plafond minimal de 8 millions d'euros par sinistre, et de 15 millions d'euros par année d'assurance)
- quand la période de garantie est épuisée (par exemple actions en responsabilité civile déclenchées après le départ en retraite)

Les deux cas peuvent se cumuler, par exemple pour une indemnisation de plus de 8 millions d'euros à l'issue d'une action entamée après épuisement de la période de garantie.
Le fonds ne peut pas intenter d'action récursoire contre le professionnel de santé mis en cause. Il peut en revanche demander le remboursement du montant équivalent à la franchise prévue par le contrat d'assurance auquel il se substitue, quand il intervient après épuisement de la durée de garantie de celui-ci.
À noter que le FAPDS n'indemnise que les préjudices subis par les victimes directes des accidents médicaux ou leurs ayants droit et non ceux des tiers (assurance maladie, assurances diverses de la victime dont prévoyance...).
Le FAPDS ne concerne que les professionnels de santé libéraux : les accidents liés à l'activité des professionnels salariés ou agents publics relèvent de la responsabilité de leur employeur, quel que soit le montant des dommages.

## Origines
Le fonds tire son origine de l'inflation des indemnisations accordées par les juges en matière d'accidents médicaux, notamment dans le cas de l'obstétrique. Il n'est plus rare désormais que des indemnisations dans cette discipline atteignent ou dépassent les 10 millions d'euros, du fait de la lourdeur de la prise en charge, à vie, d'enfants nés polyhandicapés.
Cette situation amenait deux risques :
- d'une part, une augmentation continue et potentiellement illimitée des primes d'assurances de responsabilité civile professionnelle (RCP) des médecins libéraux de ces spécialités, menaçant la viabilité de leur exercice libéral, en tenant compte que les assureurs commençaient à ne plus vouloir assurer du tout certaines activités dont l'échographie obstétrique ou les accouchements ;
- d'autre part, un risque de ruine personnelle pour les médecins frappés de lourdes condamnations au-delà des plafonds réglementaires.

Par ailleurs, si le Code de la santé publique établit un délai de prescription de 10 ans en matière de responsabilité médicale, la jurisprudence ne la fait courir qu'à partir de la majorité pour les dommages subis par les mineurs. Par conséquent, certains obstétriciens auraient pu voir leur responsabilité civile engagée jusqu'à 28 ans après un accouchement difficile, bien après l'épuisement de la couverture de leur contrat d'assurance RCP, d'où une insécurité juridique pour eux voire pour leurs ayants droit.
Il existait donc deux "trous" potentiels en termes de couverture assurantielle des professions de santé. La création du FAPDS a permis de remédier à cette situation par un financement collectif auxquels participent tous les professionnels de santé libéraux.

## Financement
Le FAPDS est financé par une contribution forfaitaire annuelle, auxquels sont assujettis tous les professionnels de santé libéraux. Elle est collectée avec les cotisations aux contrats d'assurance RCP de ces professionnels, cette assurance étant obligatoire pour les professionnels de santé.
Cette contribution annuelle est de :
- 25€ pour certains médecins spécialistes (chirurgie, anesthésie, pneumologie, cardiologie...)
- 20€ pour les autres spécialistes, et les chirurgiens-dentistes
- 15€ pour les autres professionnels de santé